# Böhnhusen
Böhnhusen település Németországban, Schleswig-Holstein tartományban. Lakosainak száma 285 fő (2023. december 31.).

## Népesség
A település népességének változása:
| Lakosok száma | 321  | 306  | 296  | 299  | 298  | 297  | 285  |
|               | 1975 | 2014 | 2017 | 2019 | 2021 | 2022 | 2023 |